# Hvauc
Hvauc je priimek v Sloveniji, ki ga je po podatkih Statističnega urada Republike Slovenije na dan 1. januarja 2010 uporabljalo 10 oseb.

## Znani nosilci priimka
- Srečko Hvauc (*1959), politik, gospodarstvenik